# التجنيد في إيران

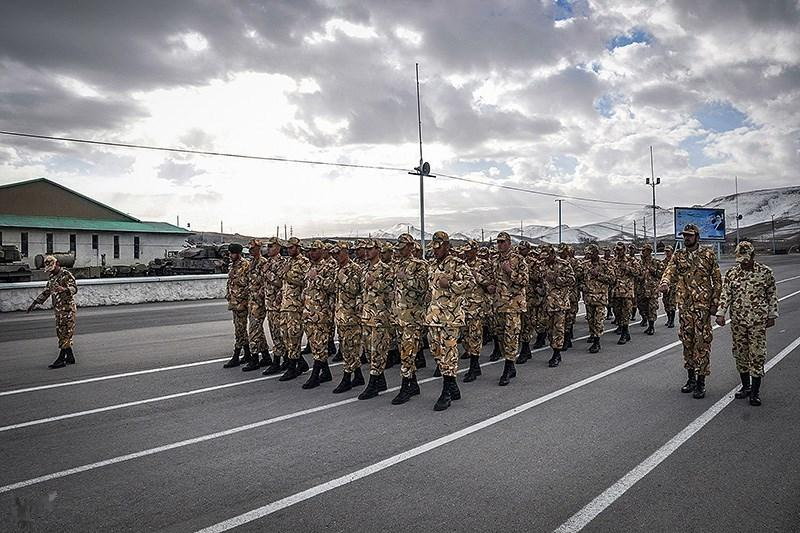
الجنود في مسيرة التدريب (كرمنشاه، إيران)

وفقا لدستور جمهورية إيران الإسلامية، يتوجب على كل رجل بلغ 18 عامًا أن يذهب لأداء الخدمة العسكرية (بالفارسية: سربازی). فترة التجنيد غير محددة وفقًا للقانون، فهي يمكن أن تتغير وفق حاجة البلاد للجنود ولكن لا يمكن أن تتجاوز سنتين. أما الحد الأدنى لفترة الخدمة العسكرية فيصل إلى 18 شهرًا.

## تاریخ

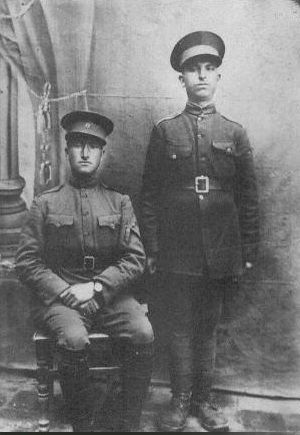
جندي إيراني مع قائده (1950s)

في يونيو 1925، صدّق الشاه رضا بهلوي على قانون التجنيد في مجلس الشورى الوطني. في ذلك الوقت كان يتوجب على كل ذكر بلغ 21 سنة أن يخدم في الجيش لمدة سنتين. نظرًا لأن البلد كانت بحاجة إلى 100,000 جندي، وكان عدد المؤهلين للخدمة يصل إلى 1,000,000، فقد أُعلن أن رجل واحد فقط بين كل 10 من الرجال يجب أن يؤدي تلك الخدمة.

## التمييز على أساس الجنس
قبل قيام الثورة الإسلامية في إيران، وتحديدًا في عهد محمد رضا شاه بهلوي، كان يفرض على الرجال والنساء أداء الخدمة العسكرية، ولكن بعد قيام الثورة وتغير القانون، لم تعد المرأة تجبر على الدخول في الجيش. غير أن الحكومة تسمح لهن تعلم الدروس العسكرية كمتطوعات.